# Руанда-Урунди
Руанда-Урунди е територия в района на Големите африкански езера, някога част от Германска Източна Африка, управлявана от Белгия между 1922 и 1962 г. Окупирана от белгийците по време на Източноафриканската кампания по време на Първата световна война, територията е била под белгийска военна окупация от 1916 до 1922 г. и по-късно се превръща в контролиран от Белгия мандат от клас Б в рамките на Лигата на нациите от 1922 до 1945 г. След разпада на Лигата на нациите и след Втората световна война, Руанда-Урунди става Доверителна територия на ООН, все още под Белгийски контрол. През 1962 г. територията е разделена на 2 страни – Руанда и Бурунди.

## История
Руанда и Бурунди са две независими кралства в района на Големите езера. През 1894 г. те са анексирани от Германската империя и в крайна сметка стават два окръга на Германска Източна Африка. Двете монархии са запазени като част от германската политика на косвено управление, като руанданският цар Юхи V Мусинга използва германската подкрепа, за да затвърди контрола си над подчинените си началници в замяна на труд и ресурси.

### Белгийска военна окупация
Първата световна война избухва през 1914 г. Първоначално германските колонии са имали за цел да запазят неутралитета си, както е предвидено в Берлинската конвенция, но скоро битките избухват на границата между Германска Източна Африка и Белгийско Конго около езерата Киву и Танганайка. Като част от съюзническата Източноафриканска кампания, Руанда и Урунди са нападнати от белгийските сили през 1916 г. През февруари 1917 г. е създадена администрация, ръководена от кралски комисар, по същото време, когато белгийските сили получават заповед да се оттеглят от района.